# George Lowther (pirate)
George Lowther est un pirate anglais, mort en 1723, qui, bien que l’on sache peu de choses de sa vie, aurait été actif dans les Caraïbes et l'Atlantique au début du 18e siècle. Son premier compagnon était Edward Low.

## Piraterie
Lowther partit pour les Carolines où il développa la tactique consistant à enfoncer son navire dans un autre, pendant que ses hommes l'abordaient et le pillaient. Vers 1721, il part pour les Grand Caymans où il rencontre le Greyhound dirigé par Benjamin Edwards. Lowther a donné un coup de canon pour un signal. Greyhound a répondu avec une bordée (décharge simultanée de tous les canons sur un côté d'un navire), Les pirates sont montés à bord du Greyhound, ont peut-être tué tout l'équipage et brûlé le navire. Lowther avait de nombreux navires sous son commandement maintenant, accordant le brigantin Rebecca à 6 canons à son lieutenant Edward Low, qui partit pour commencer sa propre carrière de pirate et avec lequel Lowther et Francis Spriggs rejoindraient brièvement à la fin de 1723. Lorsque Lowther a fait naviguer sa flotte au Guatemala, ils ont été attaqués par des indigènes et il a été forcé de laisser des navires et des hommes derrière. Son équipage et ses fournitures ont tous été transférés au Revenge .

## Décès

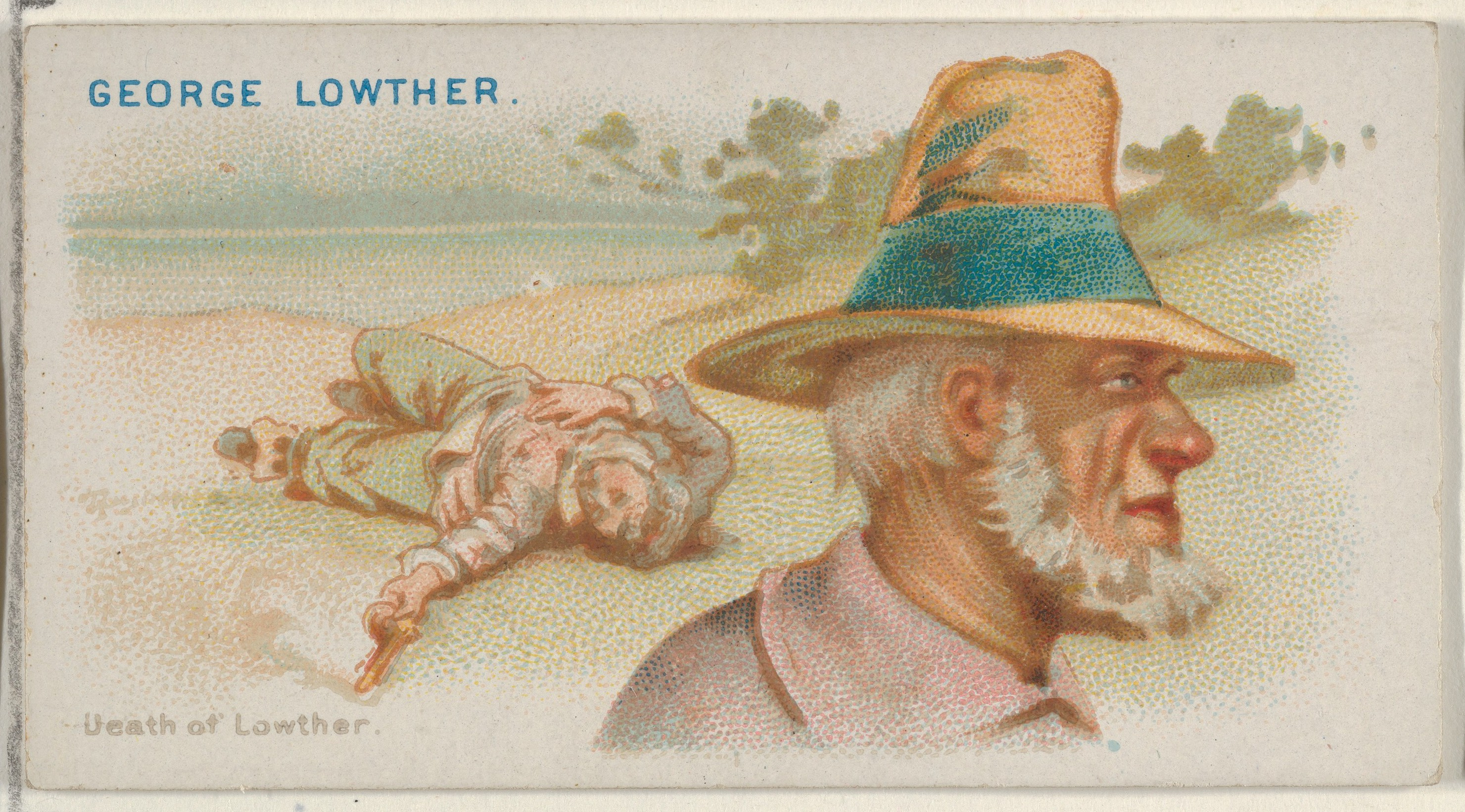
George Lowther, mort de Lowther, de la série principale des Pirates des Espagnols (N19) pour Allen & Ginter Cigarettes Rencontré DP835021

En 1722, il a navigué vers une île isolée appelée Blanquilla. Cependant, il a été repéré par Walter Moore, commandant du HMS Eagle. Lowther a pu s'échapper vers l'île en glissant par la fenêtre de sa cabine, avec une douzaine de membres d'équipage ; seulement quatre sont arrivés à terre. Après une recherche approfondie, le corps de Lowther a été retrouvé. Il s'était tiré une balle dans la tête plutôt que d'être fait prisonnier.
Le journal Post-Boy du 2 mai 1724 suggère que Lowther n'est pas mort en 1723. Le journal rapporte :
« Les dernières Lettres de S. Christopher apportent des conseils, que le 20 février, le Eagle Sloop, sorti de cette île, y avait apporté le Pyrate Sloop qu'elle avait pris à Lowther, avec vingt des hommes qui étaient sur à bord, (Lowther lui-même et de nombreux membres de l'équipage ayant fait leur évasion) et on croyait que douze ou treize d'entre eux seraient reconnus coupables de Piraterie, et que les autres seraient innocentés, comme étant forcés dans ledit service Pyrates. »
Les mêmes informations figurent dans le journal Newcastle Courant du 1er février 1724 :
« Nous avons la bonne nouvelle de St. Christophers, que le capitaine Moor de l’Eagle Sloop, découvrant un Pyrate Sloop de 10 canons et 40 hommes, commandé par Lowther, carénant sur l'île de Blanco, est monté à bord et l'a emmenée avec 24 de ses hommes, mais Lowther, et 10 autres, ont sauté par-dessus bord et se sont échappés, cependant 4 d'entre eux ont ensuite été pris par un Canoé espagnol, et on espère que Lowther et les autres seront également pris. »

## Source et bibliographie
- Daniel Defoe : Histoire des pirates anglois depuis leur établissement dans l'ile de la Providence, page 258 et suivantes